# 159 Aemilia
Aemilia (asteroide 159) é um asteroide da cintura principal com um diâmetro de 124,97 quilómetros, a 2,7568926 UA. Possui uma excentricidade de 0,11097779 e um período orbital de 1 994,58 dias (5,46 anos).
Aemilia tem uma velocidade orbital média de 16,91371965 km/s e uma inclinação de 6,12740435º.
Este asteroide foi descoberto em 26 de Janeiro de 1876 por Paul Henry.